# Mustelicosa
Mustelicosa es un género de arañas araneomorfas de la familia Lycosidae. Se encuentra en este de Europa, Asia Central y este de Asia.

## Lista de especies
Según The World Spider Catalog 12.0:
- Mustelicosa dimidiata (Thorell, 1875)
- Mustelicosa ordosa (Hogg, 1912)